# Motore Simca Flash
Il Simca Flash è stato un motore a scoppio prodotto dal 1955 al 1960 dalla Casa automobilistica francese SIMCA.

## Storia e caratteristiche

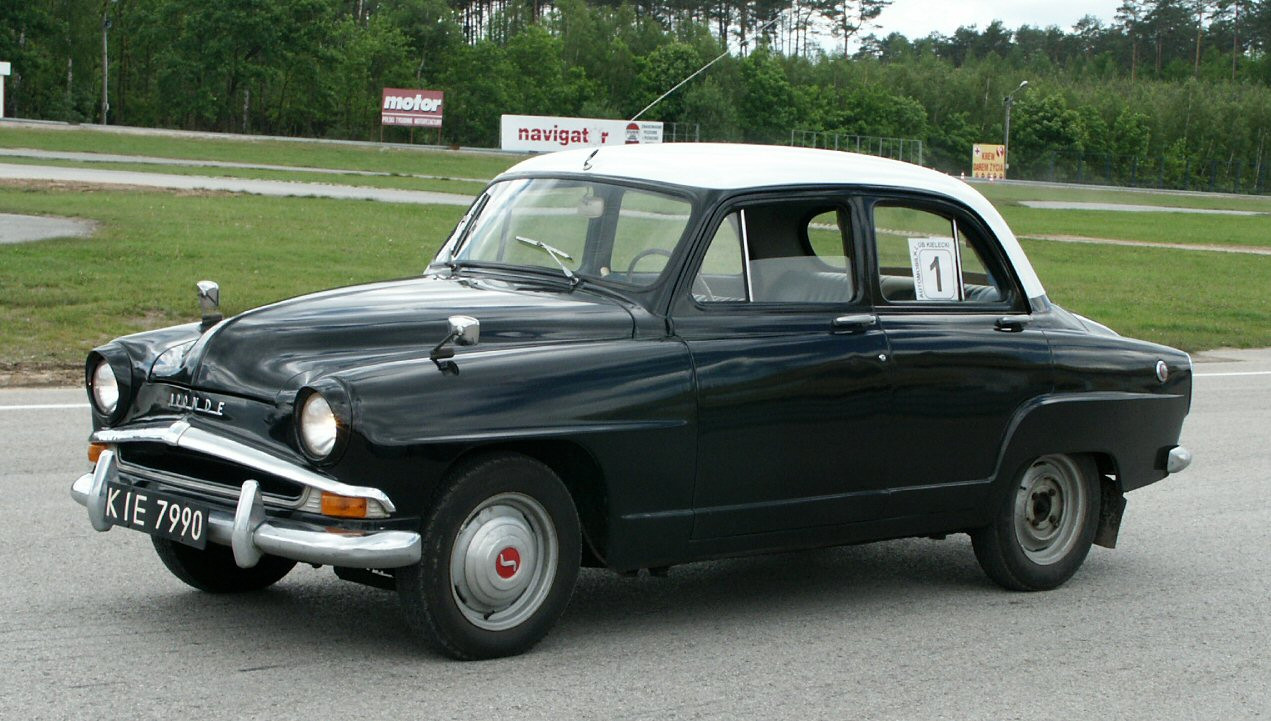
Le Simca Aronde prodotte dal 1956 al 1960 sono state il più significativo esempio di applicazione dei motori Flash

La nascita del motore Flash va collegata al desiderio dei vertici Simca di distaccarsi sempre più dalla produzione su licenza di modelli Fiat, in corso fin dai primi anni trenta. Già all'inizio degli anni cinquanta, con il lancio delle prime Simca Aronde, la Casa di Nanterre cercò di proporre qualcosa di nuovo, compreso il motore da 1.2 litri, derivato dalla rialesatura del mitico motore da 1.1 litri della Serie 103, montato sulle Fiat 1100, nonché sull'antenata della stessa Aronde, la Simca 8. La novità più grande della Aronde è stata quindi nella carrozzeria inedita, non più mutuata dalla produzione Fiat. Ma successivamente, con l'approssimarsi del lancio della seconda serie della Aronde, denominata 90A, la Simca decise di rimettere mano al 1.2 di origine Fiat per proporre una nuova motorizzazione di cilindrata leggermente superiore.

Le prime Simca Ariane montavano motori Flash da 48 CV

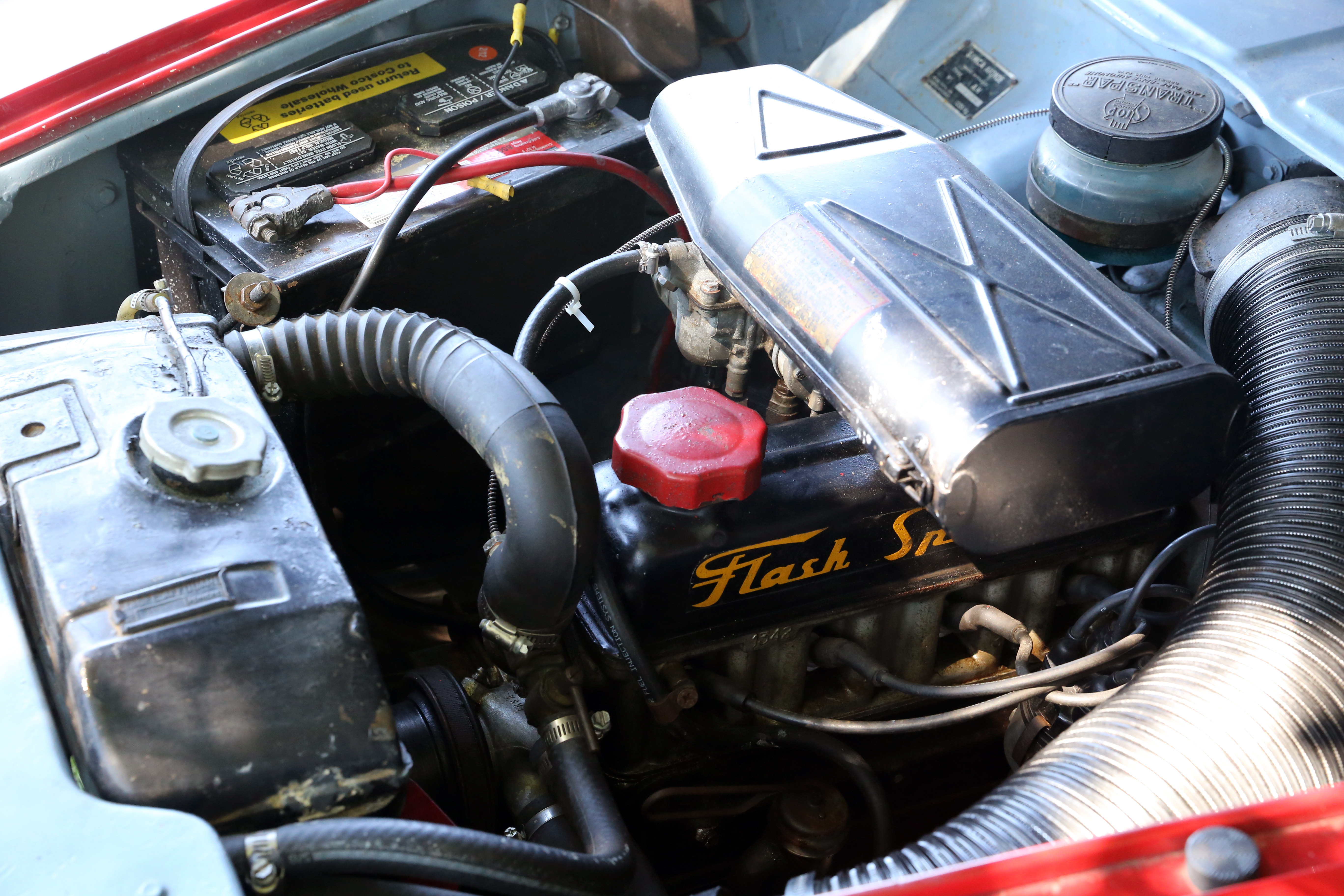
Il motore Flash Spécial da 57 CV (1959)

Fu così che nacque il motore Flash, in pratica una rialesatura del precedente 1.2, a partire dal quale il diametro dei cilindri fu portato da 72 a 74 mm, per una cilindrata complessiva di 1290 cm³.
Per il resto, il nuovo motore manteneva le caratteristiche generali del vecchio 1.2, come l'architettura a 4 cilindri in linea, la distribuzione a valvole in testa e ad albero a camme laterale, il raffreddamento ad acqua, l'alimentazione a carburatore e l'albero a gomiti su tre supporti di banco.
Il motore Flash è stato proposto in due varianti di potenza: la prima variante, che era poi quella di base, aveva un rapporto di compressione di 6.7:1 ed erogava 48 CV a 4800 giri/min, mentre la coppia massima era di 88 Nm a 2700 giri/min. Questa prima variante è stata montata su:
- Simca Aronde 90A (1955-58);
- Simca Aronde P60 Deluxe/Super Deluxe/Elysée/Grand Large (1958-60);
- Simca Ariane (1957-60).

La seconda variante è in pratica una versione potenziata della precedente, poiché arriva ad erogare 57 CV a 5200 giri/min (60 CV a partire dal 1957), con coppia massima di 90 N·m a 3100 giri/min. Qui il rapporto di compressione è stato portato ad 8.1:1 ed è stata lavorata la testata del motore. I 60 CV raggiunti dall'aggiornamento tecnico del 1957 sono stati ottenuti grazie ad un ulteriore aumento del rapporto di compressione, portato ad 8.2:1. Questa motorizzazione, denominata Super Flash, ha trovato applicazione sulle Simca Aronde 90A Montlhery (1956-58) e sulle Simca Aronde P60 nelle versioni Montlhery, Monaco, Grand Large Special, Plein Ciel ed Oceane, prodotte complessivamente dal 1958 al 1960.
Proprio nel 1960 il motore Flash è stato rimpiazzato dal motore Rush, sua naturale evoluzione.